# 徐傅
徐傅（1435年—？），字起巖，直隸蘇州府長洲縣人，明朝政治人物。進士出身。

## 生平
應天府鄉試第七十名。天順四年（1460年）庚辰科會試第一百一十名，殿試登進士第二甲第十五名。

## 家族
曾祖徐本道。祖父徐孟適。父亲徐裔。